# Léon de Rosny
Léon Louis Lucien Prunol de Rosny, född den 5 april 1837 i Loos, departementet Nord, död den 28 augusti 1914 i Fontenay-aux-Roses, departementet Seine, var en fransk orientalist och etnograf. Han var son till Lucien de Rosny.
de Rosny började redan vid 15 års ålder studera kinesiska och japanska samt utgav 1857  Introduction à l'étude de la langue japonaise. Han blev professor i japanska språket först vid biblioteket (1863), sedan vid École des langues orientales vivantes (1868). Han ägnade sig även  med stor framgång åt studiet av Centralamerikas inskrifter och etnografi samt torde för övrigt ha varit den mest produktive språkforskaren i Frankrike på sin tid. Han gagnade jämväl de orientaliska studierna genom stiftandet av flera sällskap och tidskrifter, liksom han anses vara den egentlige skaparen av de internationella orientalistkongresserna. Han var president för den europeiska avdelningen av Alliance scientifique universelle, som han bildade 1876. De viktigaste av hans arbeten är Cours de japonais (1857 ff., omfattande texter, grammatiker, ordböcker såväl för tal- som skriftspråket, handböcker för konversation och brevskrivning med mera, till en del i nya upplagor), Traité de l'éducation des vers à soie au Japon, traduit du japonais (3:e upplagan 1871), La religion des japonais (1881), La civilisation japonaise (1883), Catalogue de la bibliothèque japonaise de Nordenskiöld (samma år); Vocabulaire chinois-coréen-aïno (1867), Apercu de la langue coréenne (samma år), Sur la géographique et l’histoire de Corée (1868), Textes chinois anciens et modernes traduits... (1876), Archives paléographiques de l'Orient et de l'Amérique (1871), L'interprétation des anciens textes mayas (1875), Essai sur le déchiffrement de l'écriture hiératique de l'Amérique centrale (1876), Les documents écrits de l'antiquité américaine (1882), Vocabulaire de l'écriture hiératique yucatèque (1883), Codex cortesianus, manuscrit hiératique (samma år), Ethnographie du Siam (1885), Les Antilles, étude d'éthnographie et d'archéologie américaine (1886), Le taoisme (1892), La morale de Confucius (1893) och L'Amérique précolombienne (1904). Bland de Rosnys många reseskildringar märks de från Finland (Le pays des dix mille lacs, 1886, 2:a upplagan 1888) och Spanien (Taureaux et mantilles, 1882, 3:e upplagan 1894).